# Aleksandrs Buhs
Aleksandrs Buhs (auch Alexander Buch * 28. Märzjul. / 10. April 1916greg. in Moskau; † vor 1945 in Riga) war ein lettischer Fußballspieler.

## Karriere und Leben
Aleksandrs Buhs wurde im Jahr 1916 in Moskau in die Familie von Pavel Buhs (1878–1941) und seiner Frau Tamara (geb. Taurock, 1885–1941) geboren. Er besuchte das S. Gorfinkel-Privatgymnasium in Riga.
Buhs war in seiner Fußballkarriere auf der Position des zentralen Mittelfeldspielers aktiv. Er begann spätestens 1933 für Makkabi Riga zu spielen. 1934 verbrachte Buhs eine Saison in der Virslīga, der höchsten lettischen Spielklasse bei Hakoah Riga. Bereits ein Jahr später kehrte Buhs zurück zu Makkabi. 
Während der deutschen Besatzung im Zweiten Weltkrieg war Buhs im Zentralgefängnis von Riga inhaftiert, in dem er verstarb.